# فرودگاه بین‌المللی منطقه واترلو
 فرودگاه بین‌المللی منطقه واترلو (به انگلیسی: Region of Waterloo International Airport) (به زبان بومی: Kitchener/Waterloo Airport) یک فرودگاه همگانی باربری با کد یاتا YKF است که یک باند فرود آسفالت دارد و طول باند آن ۲۱۳۴ متر است. این فرودگاه در کشور کانادا قرار دارد و در ارتفاع ۳۲۲ متری از سطح دریا واقع شده است.

## شرکت‌های هواپیمایی و مقصدهای پروازی

### مسافری
| شرکت‌های هواپیمایی | مقصدهای پروازی   |
| ----------------- | ---------------- |
| سان‌وینگ ایرلاینز  | فصلی: پونتا کانا |
| وست جت            | کالگری           |